# 편년통록
편년통록(編年通錄)은 고려 의종(毅宗) 때 검교군기감(檢校軍器監) 김관의(金寬毅)가 쓴 역사책이다. 그는 태조 왕건(太祖 王建)의 족보를 채집해 기록했다고 한다.
고려(高麗)를 세운 왕건(王建)의 조상 때로부터 12세기 중엽 이전까지의 왕조 역사를 연대순으로 썼는데 《고려편년통록》(高麗編年通載)이라고도 하였다. 병부상서(兵部尙書) 김영부(金永夫)가 검토한 후 왕실에 바쳤다. 14세기 말 이후에 없어져 현전하지 않는다.
송나라 장형(章衡)이 만든 편년통재(編年通載)와 고려 예종(睿宗) 때 홍관(洪灌)이 다시 그 책을 보완하여 편찬한 속편년통재(續編年通載)를 개찬한 것으로 보인다.

## 같이 보기
- 편년통재
- 속편년통재